# Eddie Krnčević
Eduvard Krnčević, detto Eddie (Geelong, 14 agosto 1960), è un allenatore di calcio ed ex calciatore australiano, di ruolo attaccante.

## Palmarès

### Club
- Ampol Cup: 2

Melbourne Knights: 1977, 1978
- Armstrong Cup: 1

Melbourne Knights: 1978
- National Soccer League: 1

Marconi Stallions: 1979
- National Soccer League Cup: 1

Marconi Stallions: 1980
- Campionato jugoslavo: 1

Dinamo Zagabria: 1981-1982
- Coppa di Jugoslavia: 1

Dinamo Zagabria: 1983
- Coppa del Belgio: 3

Cercle Brugge: 1984-1985
Anderlecht: 1987-1988, 1988-1989
- Campionato belga: 1

Anderlecht: 1986-1987

### Nazionale
- Coppa d'Oceania: 1

Nuova Caledonia 1980

### Individuale
- Capocannoniere della Coppa delle nazioni oceaniane: 1

1980 (5 reti)
- Capocannoniere del campionato belga: 1

1988-1989 (23 reti)